# Lasionycta gelida
Lasionycta gelida es una especie de mariposa nocturna de la familia Noctuidae. Se conoce a partir de tres especímenes de las Montañas Costeras de Columbia Británica.
Se produce en la tundra rocosa ligeramente por encima de la línea de los árboles.
La envergadura es de 31 mm para los machos y de 36 mm para las hembras. Los adultos vuelan desde finales de julio hasta mediados de agosto.
- Datos: Q6493413
- Multimedia: Lasionycta gelida / Q6493413
- Especies: Lasionycta gelida